# Руа деј Форни (Кунео)
Руа деј Форни је насеље у Италији у округу Кунео, региону Пијемонт.
Према процени из 2011. у насељу је живело 14 становника. Насеље се налази на надморској висини од 491 м.